# Nocloa cordova
Nocloa cordova är en fjärilsart som beskrevs av Barnes 1907. Nocloa cordova ingår i släktet Nocloa och familjen nattflyn. Inga underarter finns listade i Catalogue of Life.